# Mäster Mikaels gata

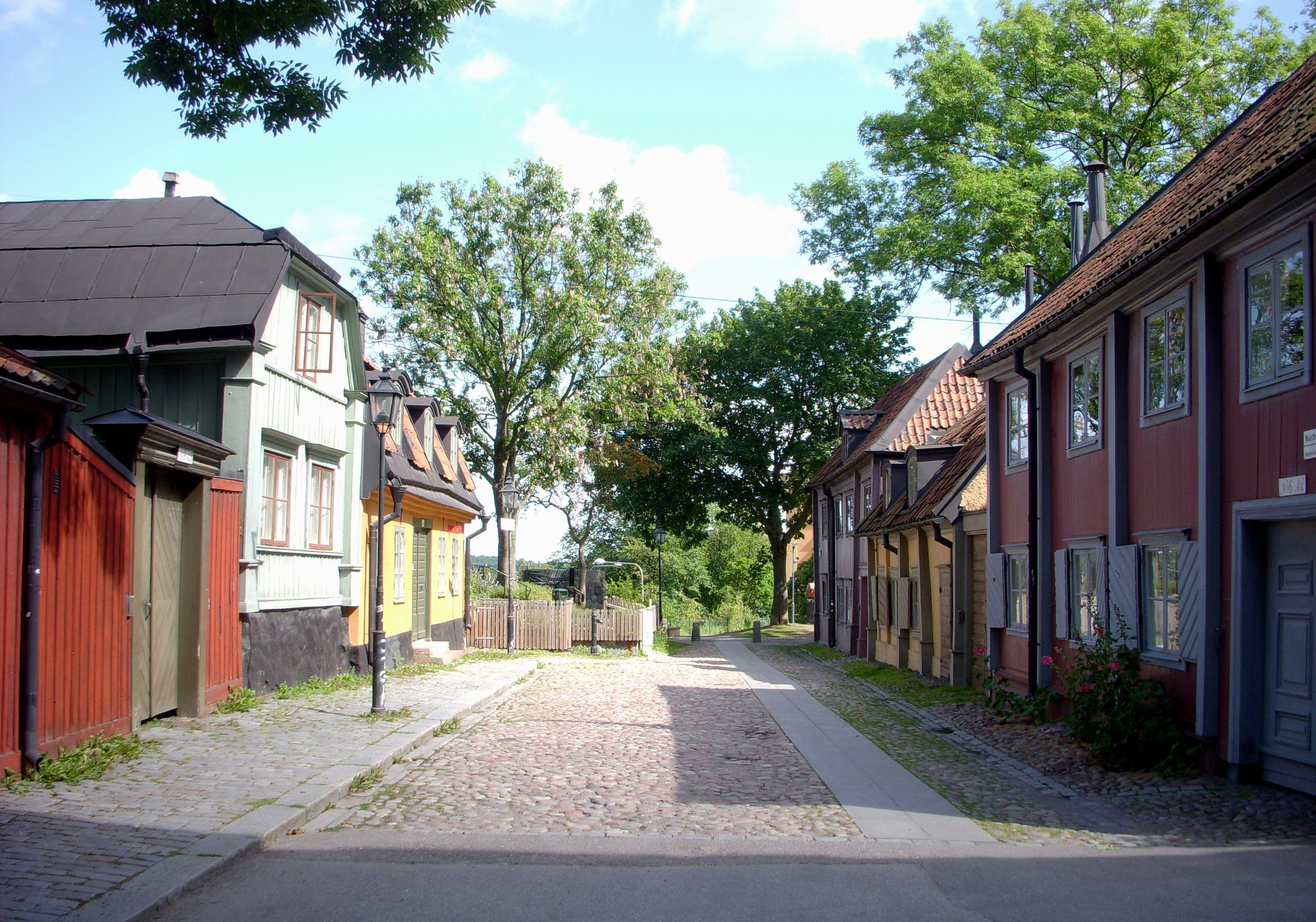
Mäster Mikaels gata österut i juli 2009.

Mäster Mikaels gata ligger på östra Södermalm i Stockholm. Den sträcker sig från Katarina kyrka till Cornelisparken. Gatan fick sitt nuvarande namn 1939. Mäster Mikael är även en beteckning på kvarteret som i söder angränsar till gatan.

## Historik
När Renstiernas gata sprängdes ner i ett djupt dike i början av 1900-talet, delades den dåvarande Fjällgatan liksom Stigbergsgatan. Den östra delen behöll sitt namn Fjällgatan 1939, medan den västra fick namnet Mäster Mikaels gata. Denne Mikael var Stockholms bödel Mikael Reissuer, som utövade sitt hantverk åren 1635–1650 vid den närbelägna galgen på Stigberget (se Galgberget, Södermalm). Han bodde själv i kvarteret Mäster Mikael, som ligger intill Mäster Mikaels gata 4-6. "Mäster" var en vanlig titel för bödeln. År 1650 blev Mikael Reissuer själv dömd för mord och avrättad.
I samband med Katarinabranden 1723 förstördes samtliga hus i gatans omgivning, ända ner till varvet vid Tegelviken. Trots att man därefter förbjöd byggandet av trähus uppfördes husen som kantar Mäster Mikaels gata av trä. De stod färdiga 1729. Husen är klädda med stående slätpanel, som målats med linoljefärg i färgglada kulörer mot gatan. Timmerknutarna är dolda och målade i avvikande kulör, allt för att likna stenhus.

## Kulturhistoriska byggnader (urval)
Den kulturhistoriskt värdefulla bebyggelsen ligger i kvarteren Sankta Katarina större, Klinten och Glasbruksklippan, norr respektive söder om Mäster Mikaels gata. Norr om Klinten går Högbersgatan och söder om Glasbruksklippan ligger den lilla parken Glasbrukstäppan. Husen köptes av Stockholms stad kring sekelskiftet 1900 och upprustades på 1970- och 1980-talen i samarbete med Stadsmuseet i Stockholm. Byggnaderna ingår i ett så kallat reservatsområde som äges och förvaltas av AB Stadsholmen. Husen är blåmärkta av Stadsmuseet, vilket innebär "att bebyggelsen bedöms ha synnerligen höga kulturhistoriska värden".

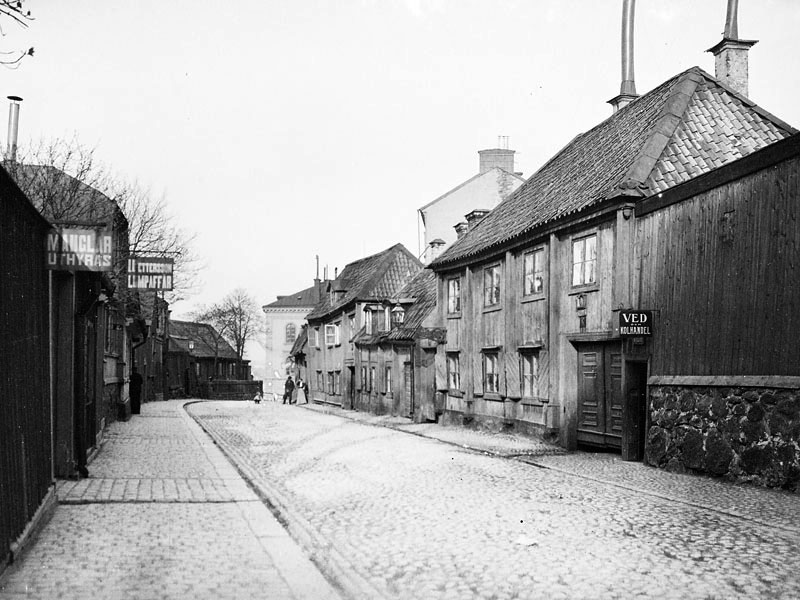
Mäster Mikaels gata österut (dåvarande Fjällgatan) kring sekelskiftet 1900.

- Mäster Mikaels gata 2 (Sankta Katarina större 5), Rutenbeckska gården med bebyggelse i trä och sten från 1723 till 1852.
- Mäster Mikaels gata 7  (Klinten 3), uppfördes 1723 för myntbetjänten Evert Johansson och beskrivs 1730 som en träbyggnad i en våning och med torvtak.
- Mäster Mikaels gata 9A-B och 11 (Klinten 2), avslutar gatan österut. Tidigare fanns flera trähus öster därom, de revs i samban med anläggandet för Katarinavägen i början av 1900-talet. De bevarade husen är förhållandevis påkostade och byggdes av det lägre borgerskapet. Längst i öster står ett gulputsat stenhus med sin långsida mot gatan. Det uppfördes efter en brand på 1800-talets början. Intilliggande trähuset med grönmålade fasader är från 1720-talet.
- Mäster Mikaels gata 6A-D (Glasbruksklippan 1) är hörnhuset i två våningar vid Glasgränd. Till huset hör en flygel och ett gårdshus som sträcker sig söderut in i innergården som ursprungligen var nästan dubbelt så stor. År 1730 ägdes gården av skepparen Johan Holmberg. Han hyrde ut övervåningen och de två byggnader på bakgården till sex familjer om totalt sexton personer. Byggnaden mot gatan (6A) har valmat tak och vinröd målades fasader med blågråa knutlådor och fönstersnickerier.
- Mäster Mikaels gata 8 (Glasbruksklippan 1) är ett stenhus i en våning. Mot gatan är fasaden klädd med slät träpanel, mot gården är fasaden spritputsad. 1730 ägdes huset av timmerkarlen Nils Zetterman.
- Mäster Mikaels gata 10 är det sista i raden närmast Cornelisparken. Även det har två våningar under ett valmat tak. På 1730-talet var det ett borgarhus med högklassig interiör som finns delvis bevarad, bland annat en takmålning i övre våningen. Här bodde bland andra amiralitetskaptenen Nils Åhman. Troligen var det han som stod för den påkostade inredningen. Kring sekelskiftet 1900 var huset ett av de mest trångbodda och förslummade i Katarina församling.

## Bilder

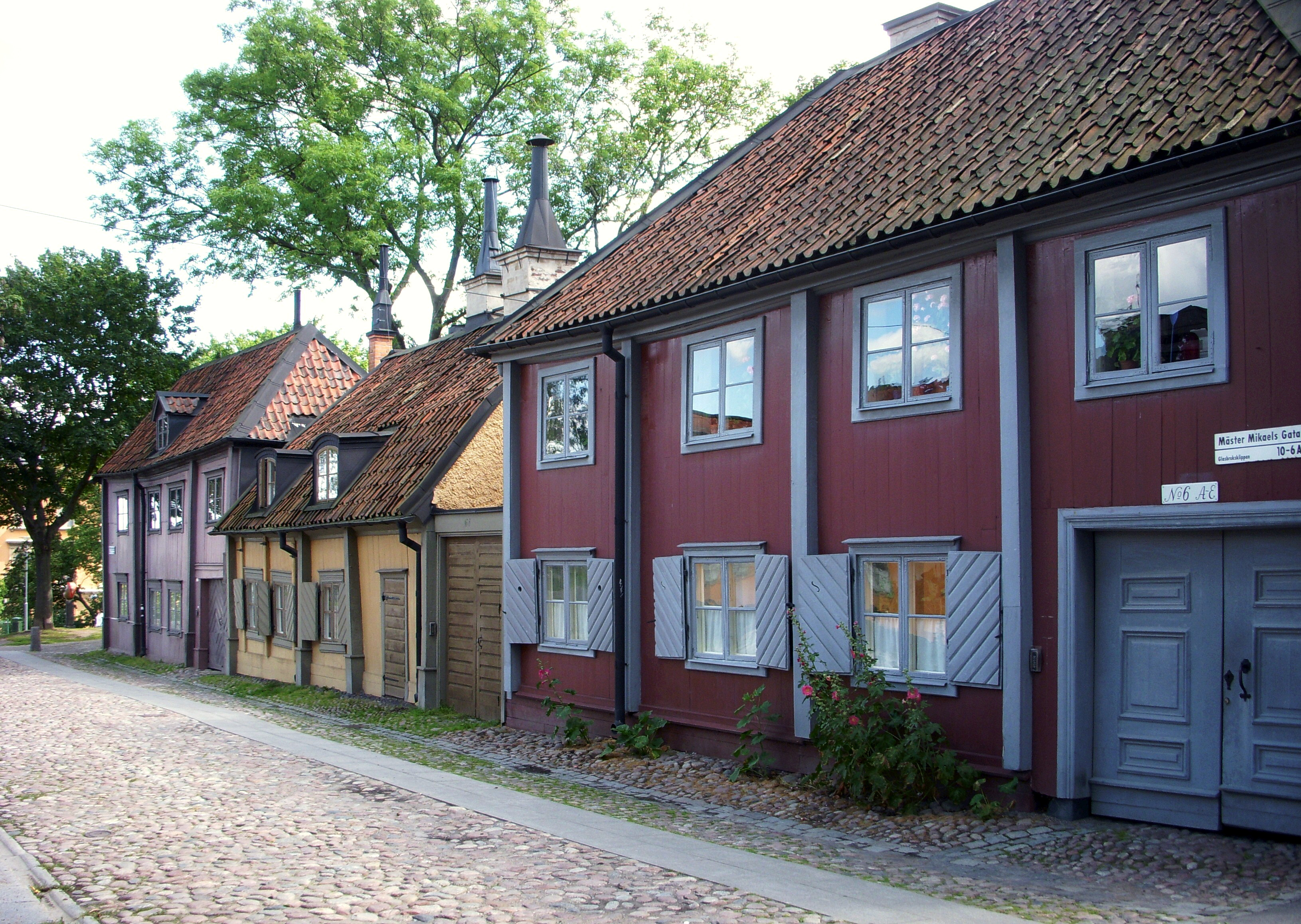
Mäster Mikaels gata 6 (närmast), 8, 10.
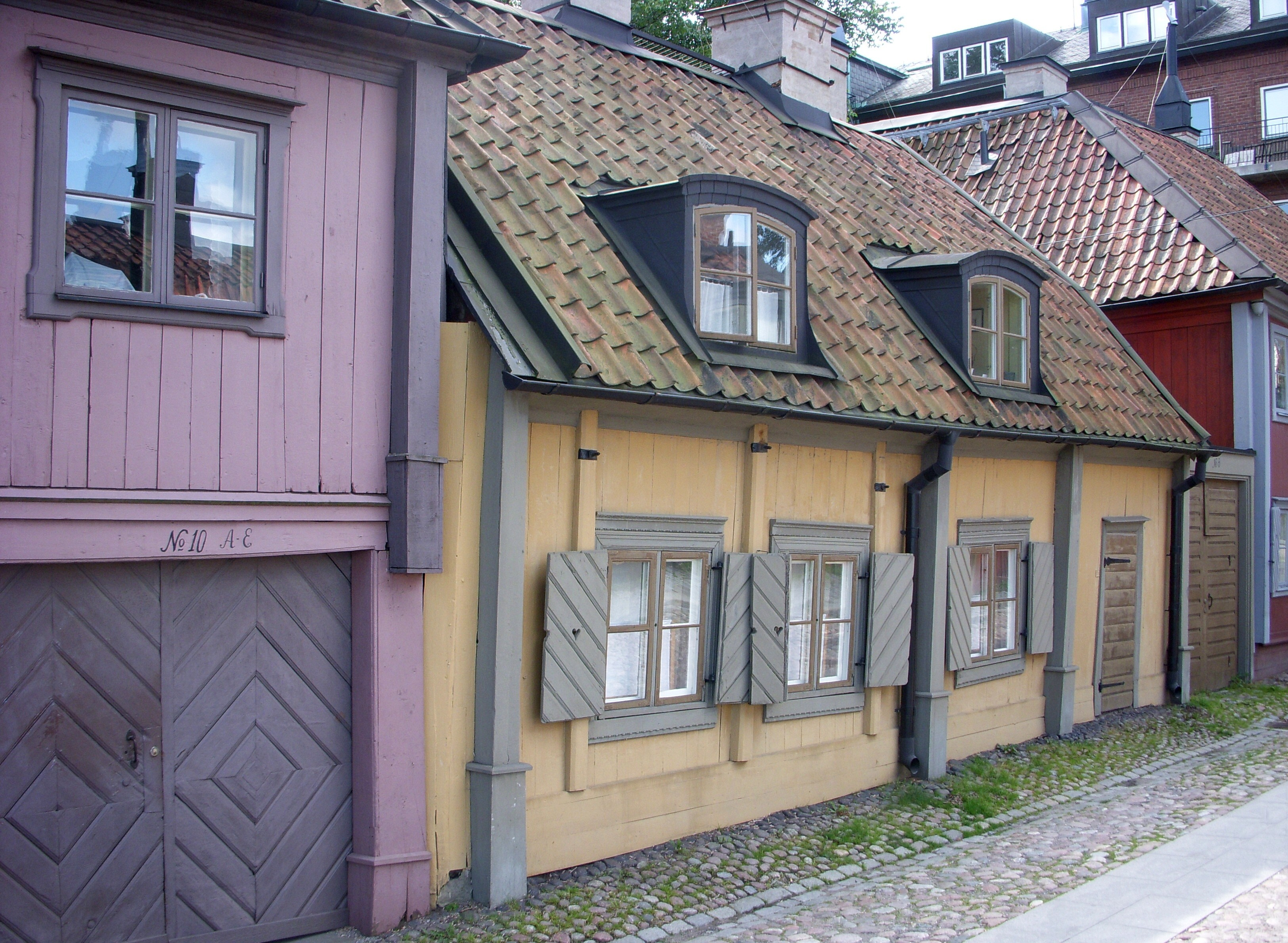
Mäster Mikaels gata 10, 8.
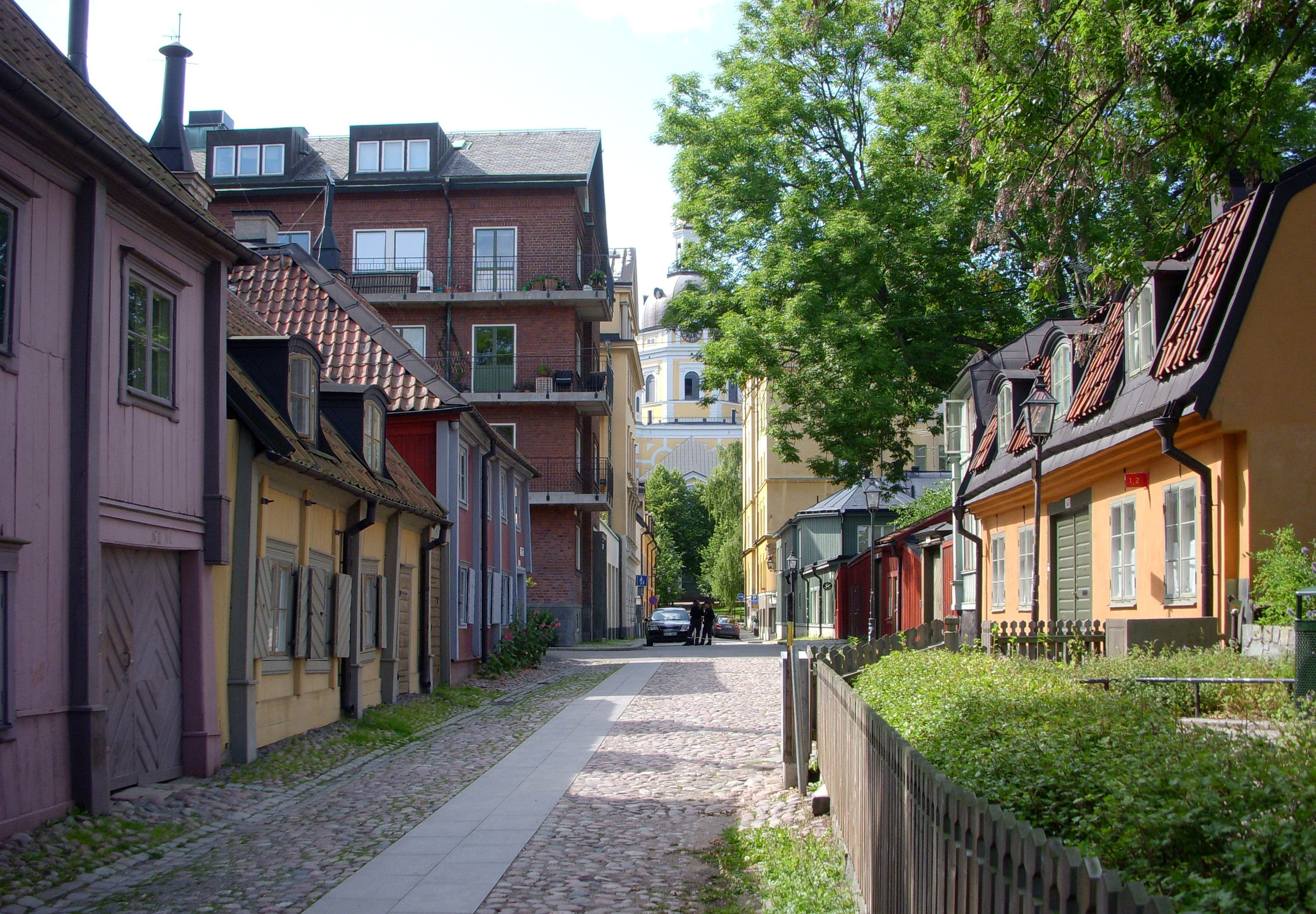
Mäster Mikaels gata mot väster.
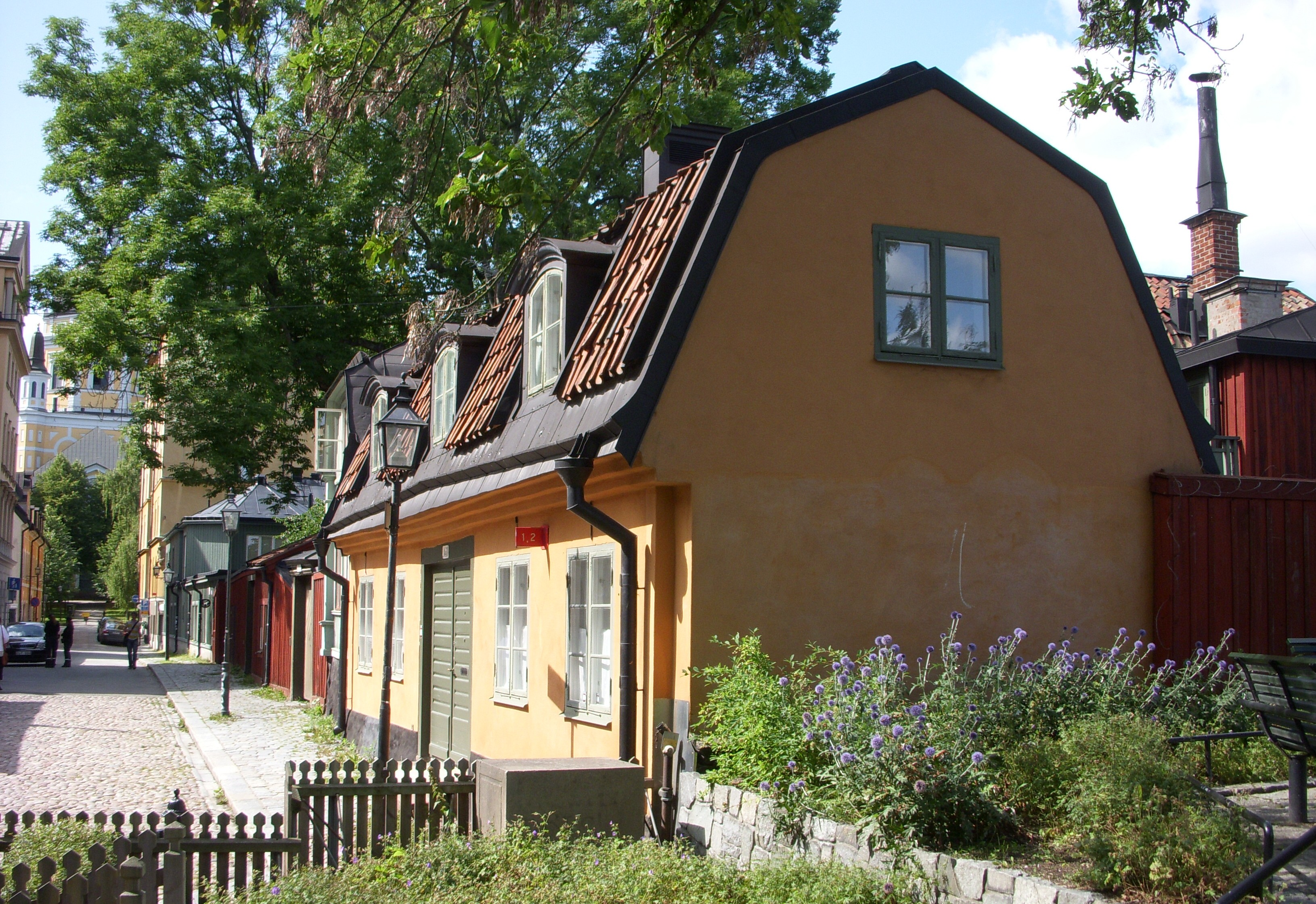
Mäster Mikaels gata 11 (närmast), 9, 7.
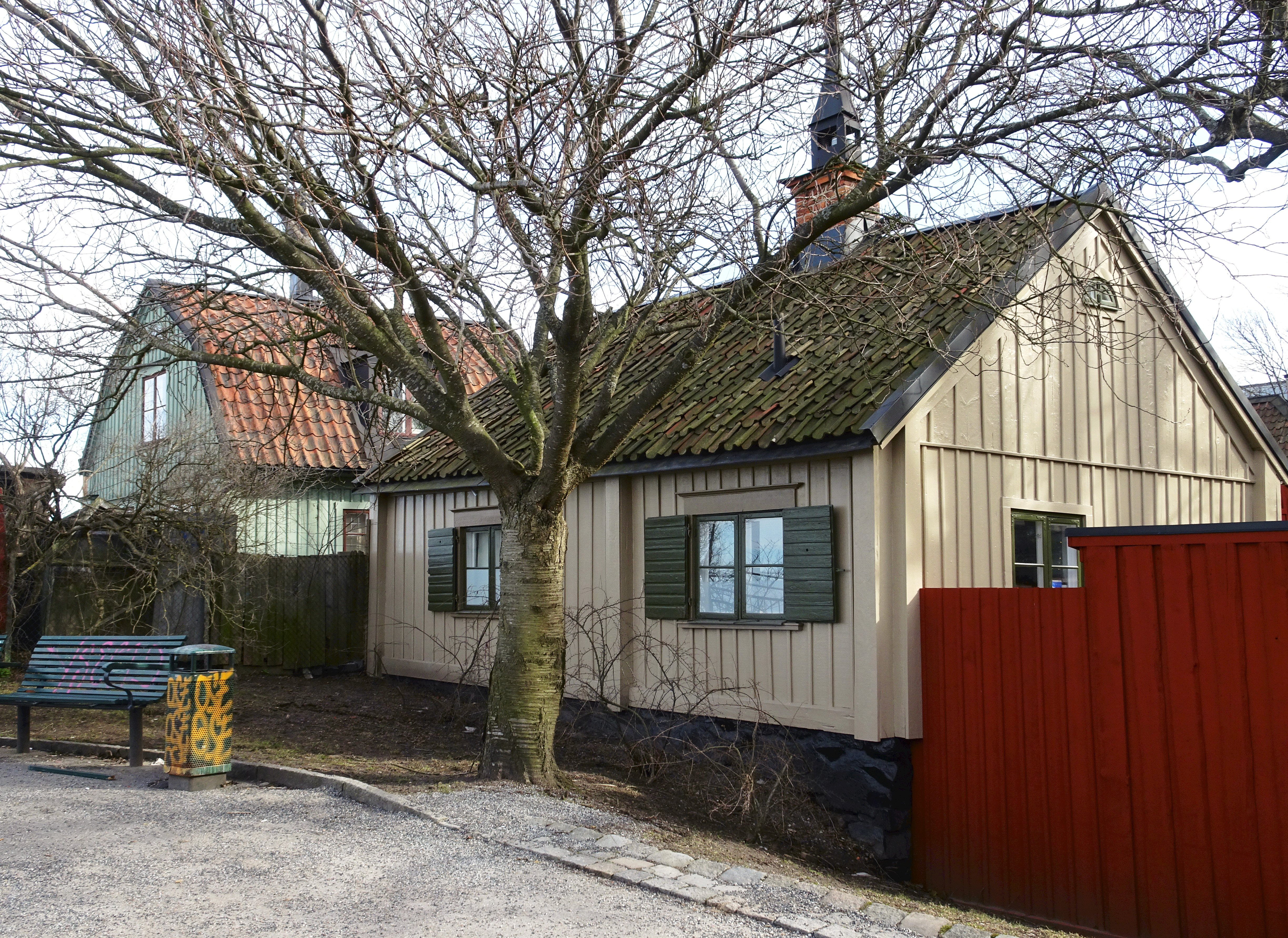
Mäster Mikaels gata 7 (närmast) och 9 (gårdshus).